# كمين رمانة
كمين رمانة هو كمين وقعت فيه الفرقة 162 مدرع من قوات الاحتياطي التعبوي الإسرائيلي شمال سيناء بالقرب من رمانة في اليوم التالي من حرب أكتوبر، عندما نصبت عناصر من الكتيبة 183 صاعقة، مُسلحة بأسلحة مضادة للدبابات، كميناً بهدف تعطيل قوات الاحتياط الإسرائيلية من التقدم نحو رؤوس الكباري المصرية المقامة على قناة السويس، لحين اكتمال عبور القوات المصرية. نجح الكمين في تعطيل القوات المدرعة الإسرائيلية لكن مع خسارة قوة الصاعقة المصرية لمعظم أفرادها في معركة غير متكافئة.

## خلفية تاريخية
فكرت القيادة المصرية في دفع مجموعات من الصاعقة المصرية بهدف تعطيل قوات الاحتياط الإسرائيلية على المحور الشمالي والأوسط والجنوبي لسيناء من الوصول إلى قناة السويس، من أجل ضمان نجاح عملية العبور المصري. مع نهاية الضربة الجوية المصرية، انطلقت مجموعات الصاعقة محمولة على طائرات هليكوبتر نحو المحاور بدون غطاء جوي يحميها نظراً لإلغاء الضربة الجوية الثانية ونتيجة ذلك تعرض أغلبها للاعتراض من جانب الطائرات الإسرائيلية وسقط العديد منها خاصة في المحور الجنوبي.
تمكنت مجموعة صاعقة مقدرة بنحو 100 جندي وضابط بقوة سرية محملة على ست طائرات هليكوبتر ميل مي-8 تحت قيادة النقيب حمدي شلبي، من الإبرار بالقرب من رمانة على المحور الشمالي، دون خسائر. كانت التعليمات لمجموعة الصاعقة بمنع تقدم العدو لمدة 10 إلى 12 ساعة من السادسة مساءً حتى السادسة صباح اليوم التالي، السابع من أكتوبر، لضمان فتح الثغرات في الساتر الترابى وعبور القوات المدرعات المصرية.

## الكمين
مرت الكتيبة 113 (بقيادة العقيد عساف ياجوري) بالقرب من الكمين المصري في الساعة الخامسة صباحاً، دون أن يتعرض لها أفراده واستمرت في التحرك غرباً. تبعتها الكتيبة الثانية، الكتيبة 142 (بقيادة الملازم ناثان فيرام)، وبدأت تتقدم ناحية الكمين في الساعة 5:30، حينها فتح أفراد الكمين النار. أصيبت دبابتين ومدرعة نصف جنزير وشاحنة وغيرها من معدات الكتيبة في بداية الهجوم.
في تلك الأثناء كانت الكتيبة 113 قد وصلت إلى بالوظة، وقرر قائدها الالتفاف والعودة إلى منطقة الكمين والقضاء عليه. إلا أن قائد الفرقة 162 أبراهام أدان عارض قراره عندما سمع به على خطوط الاتصال. فقد اعتقد أنه بتلك الطريقة سيحقق المصريون هدفهم وهو منع قوات الاحتياط الإسرائيلية من الوصول إلى الجبهة. رأى أدان، من وجهة نظره، ترك الكمين لقوات الفرقة التي تقترب من موقع المعركة من جهة الشرق، لكن بعد شرح أبعاد الكمين له، قرر عدم معارضة نير في مهاجمة الكمين بالكتيبة 113.
هاجمت الكتيبة 113، التي كانت لا تزال في طور الإعداد، بقوة 10 دبابات ومدرعة نصف جنزير، الكمين دون مساعدة المدفعية في حوالي الساعة 6:30. لكن في بداية الهجوم أُصيبت العديد من الدبابات وقتل 7 جنود كما أصيب 12 جندياً. قاتل جنود الصاعقة المصريين ببسالة وأطلقوا العديد من الأسلحة المضادة للدروع. في هذه المرحلة، قرر قائد الكتيبة عساف ياجوري استعادة السيطرة. طلب العقيد ناتان نير تعزيزات من المشاة، نظراً لأن دبابات اللواء 217 واجهت صعوبة في المناورة في الكثبان العميقة في منطقة الكمين. إلا أن جنود المشاة الميكانيكية التابعين للفرقة لم يكونوا قد صلوا إلى الجبهة بعد. لذلك، أرسل قائد الفرقة أبراهام أدان إلى نير، فريقين من وحدة شاكيد، وصلا على ثمان مدرعات نصف جنزير، بعد أن قابلهم بالصدفة بالقرب من مقر قيادة فرع الجيش الإسرائيلي الشمالي في بالوظة. استمرت المعركة مع سرية الصاعقة المصرية لمدة ثلاث ساعات، كان الطريق خلالها مغلقاً وقد ساعد جنود المشاة من وحدة شاكيد في القضاء على الكمين.
طبقاً للمصادر المصرية، انسحب 15 جندياً المتبقين من أفراد الكمين المصري بقيادة النقيب حمدي شلبي بعد نفاذ ذخيرتهم بعدما نجحوا في إغلاق الطريق لمدة 48 ساعة بدلاً من 6 ساعات.

## النتيجة
بعد نهاية المعركة، خسرت القوة المصرية حوالي 70 جندياً سقطوا في نطاق الكمين.
قسم النقيب حمدي شلبي القوة المتبقية إلى ثلاث مجموعات انسحبت عبر سهل الطينة، حتى التقت بأفراد من سلاح المشاة المصري وجرى نقل الأفراد بواسطة القوارب إلى غرب القناة. أما الجانب الإسرائيلي فقد خسر 10 قتلى وجرح له أكثر من 20، بينما تذكر المصادر المصرية إصابة 18 دبابة ومدرعتين نصف جنزير ضمن خسائر الجانب الإسرائيلي.
قيّم الجنرال أدان قائد الفرقة الكمين المصري كونه ناجح. ومع ذلك، فشل الكمين في النهاية في تعطيل وصول الفرقة 162 إلى الجبهة بشكل كبير، حيث وجهت الفرقة قواتها المتبقية لتتحرك غرباً عبر محور المرور الموازي الذي يمر عبر منطقة رمانة جنوباً.
أُصيبت الكتيبة 113 من اللواء 217 بخسائر كبيرة في اليوم التالي كجزء من خطة الهجوم المضاد الفاشل للجيش الإسرائيلي في سيناء وسقط قائدها عساف ياجوري في الأسر.